# Parlamentswahl in Griechenland 1977
- KKE: 11
- EDA: 2
- PASOK: 93
- EDIK: 16
- Sonst.: 7
- ND: 171

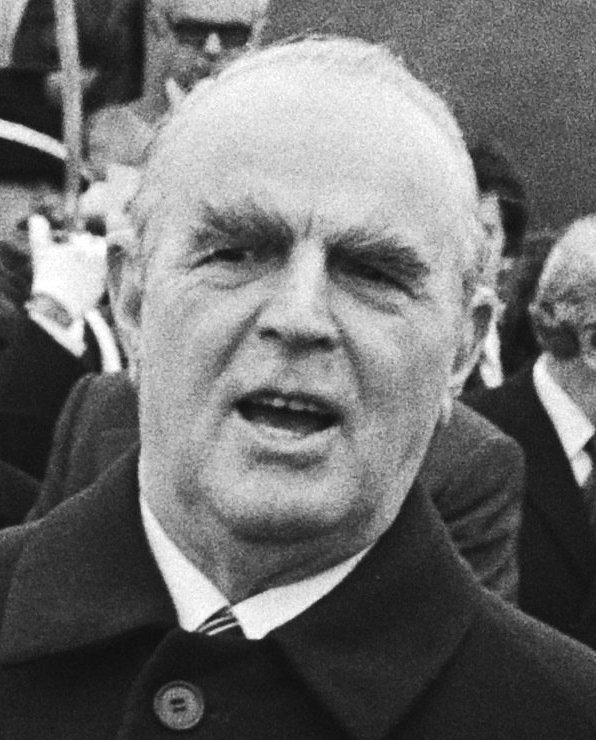
Konstantinos Karamanlis

Die Parlamentswahl in Griechenland 1977 fand am 20. November 1977 statt. Es war die zweite freie Parlamentswahl nach dem Ende der Griechischen Militärdiktatur von 1967 bis 1974. Sie wurde erneut von Konstantinos Karamanlis und seiner Mitte-rechts-Partei Nea Dimokratia (ND; Neue Demokratie) gewonnen. Die in der Parlamentswahl 1974 gewonnene absolute Mehrheit der Stimmen wurde nicht mehr erreicht.
Nach der Parlamentswahl bildete Konstantinos Karamanlis eine Regierung mit ihm als Ministerpräsident an der Spitze.
Die Parlamentswahl fand nach dem verstärkten Verhältniswahlrecht statt. Hierbei erhielt die nach Stimmenanteilen stärkste Partei mehr Sitze im Parlament als ihr durch den Stimmenanteil zufallen würde. Die Wahlen wurden unter der Wahlpflicht durchgeführt. Wahlberechtigt waren Männer und Frauen über 18 Jahren für das aktive Wahlrecht.

## Parteien
| Partei                                                                                                 | Partei                                                                                                   | Name                                         | Parteiführer             |
| --- | --- | -------------------------------------------- | ------------------------ |
| | Nea Dimokratia (ND) Neue Demokratie                                                                      | Νέα Δημοκρατία                               | Konstantinos Karamanlis  |
| | Panellinio Sosialistiko Kinima (PASOK) Panhellenische Sozialistische Bewegung                            | Πανελλήνιο Σοσιαλιστικό Κίνημα               | Andreas Papandreou       |
| | Enosi Dimokratikou Kendrou (EDIK) Union des demokratischen Zentrums                                      | Ένωση Δημοκρατικού Κέντρου                   | Georgios Mavros          |
| | Kommounistiko Komma Elladas (KKE) Kommunistische Partei Griechenlands                                    | Κομμουνιστικό Κόμμα Ελλάδας                  | Charilaos Florakis       |
| | Ethniki Parataxis (EP) Nationales Lager                                                                  | Εθνική Παράταξις                             | Stephanos Stephanopoulos |
| | Symmachia Proodeftikon ke Aristeron Dynameon (Symmachia) Allianz der fortschrittlichen und linken Kräfte | Συμμαχία Προοδευτικών και Αριστερών Δυνάμεων | Ilias Iliou              |
| ↳ Eniea Dimokratiki Aristera (EDA) Vereinigte Demokratische Linke                                      | Ενιαία Δημοκρατική Αριστερά                                                                              | Ilias Iliou                                  |                          |
| ↳ Kommounistiko Komma Elladas Esoterikou (KKE Esoterikou) Kommunistische Partei Griechenlands – Inland | Κομμουνιστικό Κόμμα Ελλάδας Εσωτερικού                                                                   | Babis Drakopoulos                            |                          |
| ↳ Sozialistiki Protovoulia (SP) Sozialistische Initiative                                              | Σοσιαλιστική Πρωτοβουλία                                                                                 | Georgios Alexandros Mankakis                 |                          |
| ↳ Sozialistiki Poria (SP) Sozialistischer Weg                                                          | Σοσιαλιστική Πορεία                                                                                      | Nikos Konstantopoulos                        |                          |
| ↳ Christianiki Dimokratia (CD) Christliche Demokratie                                                  | Χριστιανική Δημοκρατία                                                                                   | Nikolaos Psaroudakis                         |                          |
| | Komma Neofileleftheron (NF) Partei der Neoliberalen                                                      | Κόμμα Νεοφιλελευθέρων                        | Konstantinos Mitsotakis  |
| | Epanastatiko Kommounistiko Kinima Elladas                                                                | Επαναστατικό Κομμουνιστικό Κίνημα Ελλάδας    | Christos Bistis          |
| | Laiki Dimokratiki Enotita                                                                                | Λαϊκή Δημοκρατική Ενότητα                    | –                        |
| | Ergatiki Diethnistiki Enosi – Trotskistes                                                                | Εργατική Διεθνιστική Ένωση – Τροτσκιστές     | –                        |

## Ergebnis
| Listen            | Listen                                            | Stimmen   | %    | +/-   | Mandate | +/- |
| ----------------- | ------------------------------------------------- | --------- | ---- | ----- | ------- | --- |
|                   | Nea Dimokratia                                    | 2.146.365 | 41,8 | −12,5 | 171     | −49 |
|                   | Panellinio Sosialistiko Kinima                    | 1.300.025 | 25,3 | +11,8 | 93      | +81 |
|                   | Enosi Dimokratikou Kendrou 1                      | 612.786   | 11,9 | −8,6  | 16      | –44 |
|                   | Kommounistiko Komma Elladas                       | 480.272   | 9,4  | N/A   | 11      | N/A |
|                   | Ethniki Parataxis                                 | 349.988   | 6,8  | Neu   | 5       | Neu |
|                   | Symmachia (EDA – KKE Esoterikou – SP – SP – CD) 1 | 139.356   | 2,7  | –6,8  | 2       | –6  |
|                   | Komma Neofileleftheron                            | 55.494    | 1,1  | Neu   | 2       | Neu |
|                   | Epanastatiko Kommounistiko Kinima Elladas         | 11.895    | 0,2  | +0,2  | –       | ±0  |
|                   | Laiki Dimokratiki Enotita                         | 8.839     | 0,2  | Neu   | –       | Neu |
|                   | Ergatiki Diethnistiki Enosi – Trotskistes         | 1.032     | 0,0  | Neu   | –       | Neu |
|                   | Sonstige                                          | 1.371     | 0,0  |       | –       | ±0  |
|                   | Unabhängige                                       | 22.348    | 0,4  |       | –       | ±0  |
| Gesamt            | Gesamt                                            | 5.129.771 | 100  |       | 300     | –   |
|                   |                                                   |           |      |       |         |     |
| Ungültige Stimmen | Ungültige Stimmen                                 | 64.120    | 1,2  |       |         |     |
| Wähler            | Wähler                                            | 5.193.891 | 81,1 |       |         |     |
| Wahlberechtigte   | Wahlberechtigte                                   | 6.403.738 |      |       |         |     |